# 扩展区
扩展区（加泰罗尼亚语：Eixample）是巴塞罗那的一个区，介于老城区（Ciutat Vella）和昔日周围的小镇——圣徒（Sants）、恩典（Gràcia）、圣安德烈（Sant Andreu）等之间，在19世纪和20世纪初兴建。
扩展区有人口262,485人（2005年统计）。

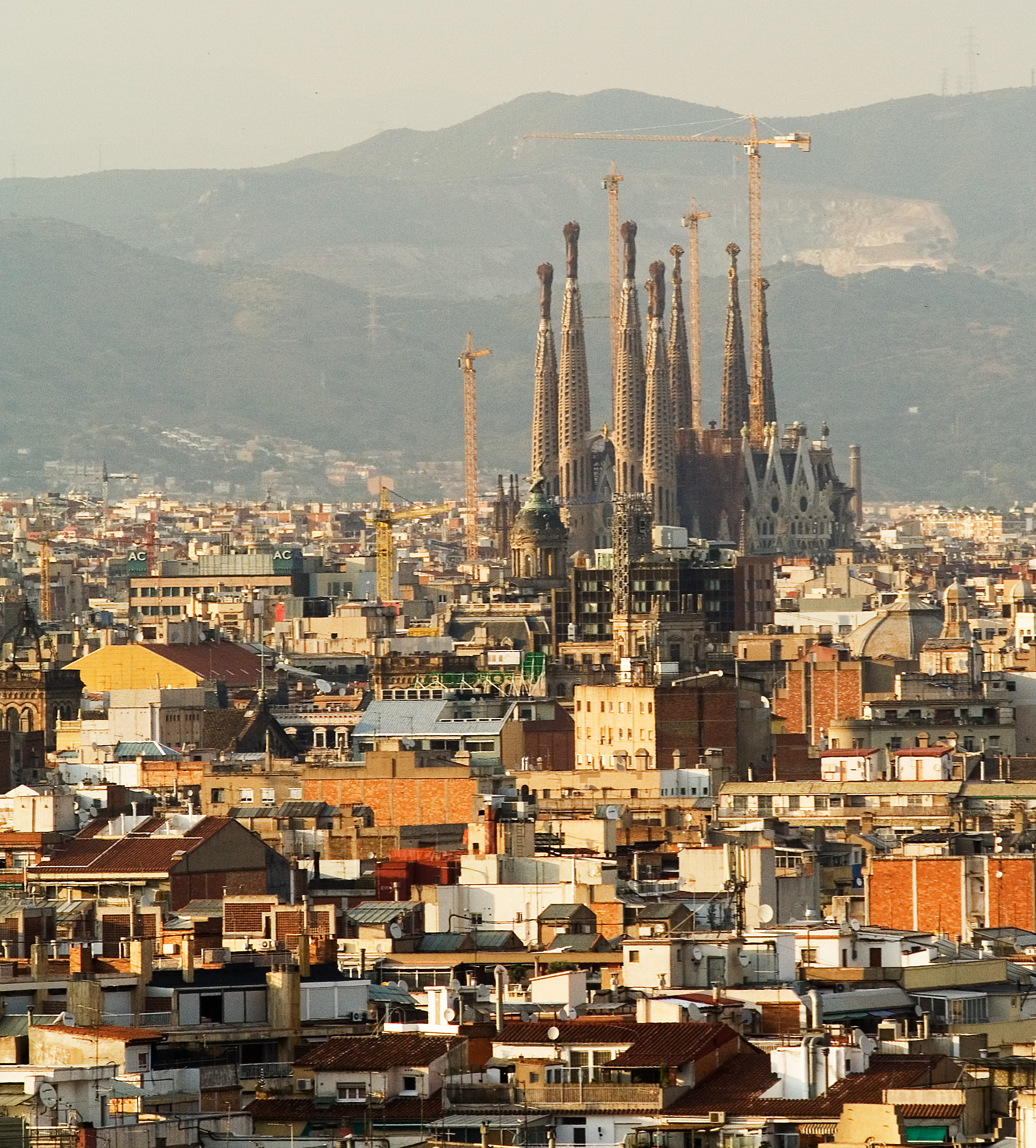
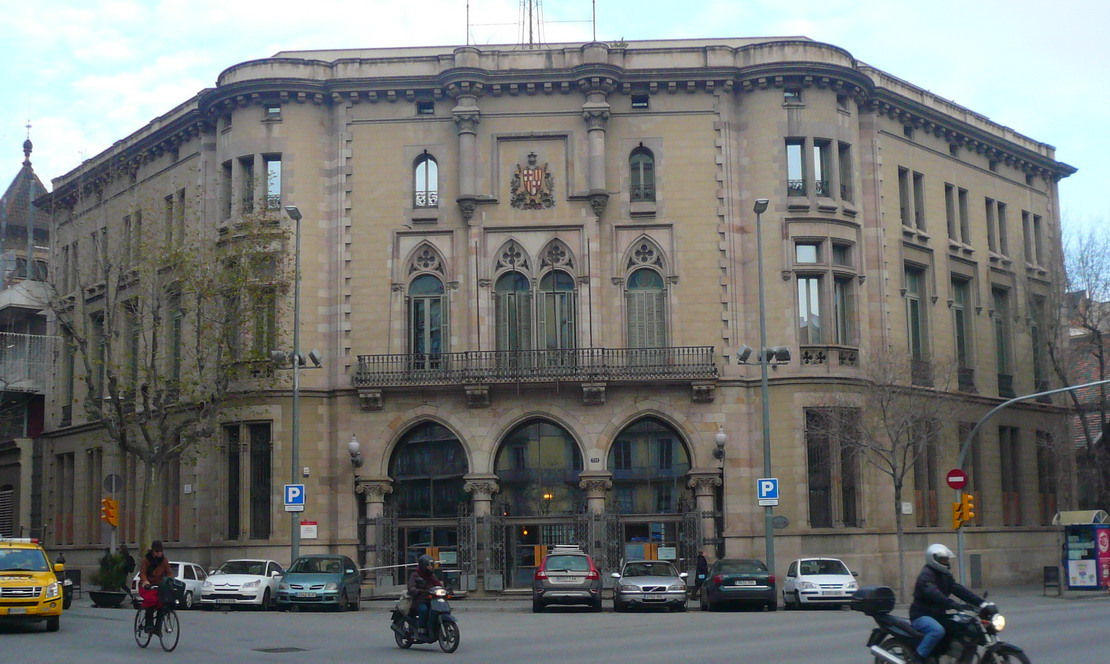
District hall
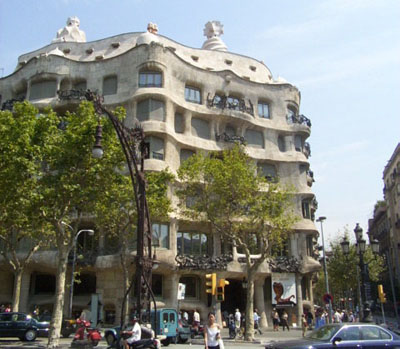
The Casa Milà
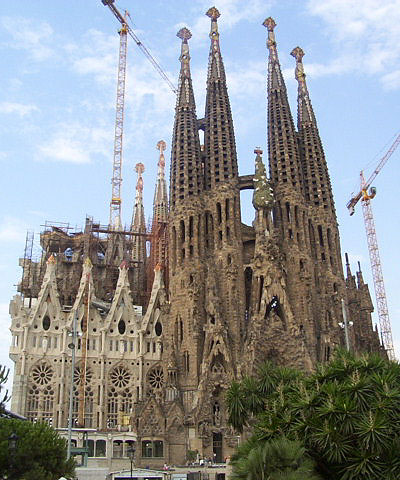
圣家堂